# 121352 Taylorhale
121352 Taylorhale este o planetă minoră (asteroid) din centura de asteroizi. A fost descoperită pe 1 octombrie 1999 la Catalina Station⁠(d) de Catalina Sky Survey. 
Obiectul prezintă o orbită caracterizată de o semiaxă mare de 2,7783624710603 UAi, o excentricitate de 0,07, o înclinație de 3,3 ° în raport cu ecliptica.